# Kjellingstraumen-híd
A Kjellingstraumen-híd (norvégül: Kjellingstraumen  bru) közúti függőhíd, amely a Kjellingstraumen fölött ível át, Gildeskål település közelében, Nordland megyében, Norvégiában található. A Kjellingstraumen-híd hossza 662 méter és leghosszabb fesztávja pillérei közt 260 méter. A hidat 1975-ben adták át a forgalomnak. A 17-es közút halad át rajta.

## Fordítás
Ez a szócikk részben vagy egészben  a   Kjellingstraumen Bridge című angol Wikipédia-szócikk ezen változatának fordításán alapul.  Az eredeti cikk szerkesztőit annak laptörténete sorolja fel. Ez a jelzés csupán a megfogalmazás eredetét és a szerzői jogokat jelzi, nem szolgál a cikkben szereplő információk forrásmegjelöléseként.

## Külső hivatkozások
- A picture of Kjellingstraumen Bridge
- Kjellingstraumen-híd a Structurae weboldalán
- The World's Longest Tunnel Page (bridge section)